# Hopeloos (Will Tura)
Hopeloos is een single van de Belgische zanger Will Tura uit 1980. Het stond in hetzelfde jaar als eerste track op het album Tura 81.

## Achtergrond
Hopeloos is geschreven door Will Tura en Nelly Byl en geproduceerd door Jean Kluger. Het is een levenslied waarin de liedverteller zingt over een gevoel van hopeloosheid en eenzaamheid nadat zijn geliefde hem heeft verlaten. In het lied heeft de artiest meer gebruikgemaakt van elektronische muziek dan in eerdere singles van de zanger. Waar Tura in België voor Hopeloos jaarlijks meerdere hits had, was het lied in Nederland een kleine comeback voor de zanger. Voor dat de single ook in Nederland een succes werd, gaf Tura de volgende verklaring: "Tja, ik kan geen hit verklaren, dat is nu eenmaal het mysterie van dit vak. Wel denk ik dat de tekst en vooral de muziek een heleboel mensen in Nederland heeft aangesproken".
De B-kant van de single is Zuiderbloem, welke als vijfde track op hetzelfde album te vinden. Zuiderbloem is ook geschreven door Tura en Byl en geproduceerd door Kluger.

## Hitnoteringen
Tura had dus succes met het lied in Vlaanderen, en daarnaast in de Nederlandse hitlijsten. In de Nederlandse Nationale Hitparade piekte het op de zesde plaats en was het negen weken te vinden. In de zeventien weken dat het in de Vlaamse Ultratop 50 stond, kwam het tot de negende plaats. De piekpositie in de Nederlandse Top 40 was de tiende plaats. Het stond negen weken in deze hitlijst.

## Andere versies
Tura heeft het lied ook in verschillende talen opgenomen. In het Engels met de titel One Way Love, in het Frans met de titel Malheureux en in het Spaans, samen met Frank Galan, met de titel Por favor. Daarnaast is het over de jaren meerdere keren gecoverd. Benoemswaardige covers zijn de Nederlandstalige covers door Beats Unlimited en Luc Steeno in 1997  en door Jettie Pallettie in 2015.